# CAMS NSW Hillclimb Championship
Le CAMS NSW Hillclimb Championship est le championnat de Nouvelle-Galles du Sud de courses de côte (Hillclimb). Cette compétition est organisée par la Confédération australienne de sport automobile (Confederation of Australian Motor Sport, ou CAMS).
Le championnat est annuel et consiste en un certain nombre d'épreuves de courses de côte organisées par des clubs hôtes (Host Club) affiliés à la Confédération.
En 2012, les sept clubs hôtes sont :
- Le Bathurst Light Car Club ou BLCC, de Bathurst ;
- Le Grafton Sporting Car Club ou GSCC, de Grafton ;
- Le Kempsey Sporting Car Club ou KSCC, de Kempsey ;
- Le MG Car Club ou MGCC, de Newcastle ;
- La Southern District Motorsports Association ou SDMA, de Canberra ;
- Le Tamworth Sporting Car Club ou TSCC, de Tamworth  ;
- Le Wollongong Sporting Car Club ou WSCC, de Wollongong.

Le championnat compte huit clubs en 2024 : les sept déjà présents en 2012, auxquels il faut ajouter le Gunnedah Motoring Enthusiasts de Gunnedah.
Les neuf épreuves sont :
- Canberra Hillclimb ;
- Mount Cooperabung ;
- Bathurst Esses ;
- Bathurst Mountain Straight ;
- Mountainview ;
- Tamworth ;
- Ringwood Park ;
- Huntley Hill.

Il existe depuis 1959.